# Cartago (provins)

Karta över Costa Rica med Cartago i rött.

Cartago är en provins i Costa Rica. Den är belägen i landets centrala delar, och gränsar mot provinserna Limón i öst och San José i väst. Den administrativa huvudorten är Cartago som tidigare även var Costa Ricas huvudstad. Provinsen täcker ett område på 3 124,67 km², och folkmängden beräknades till 510 727 invånare i mitten av 2010. Provinsen är sammankopplad med San José via bland annat en fyrfilig motorväg.

## Administrativ indelning
Provinsen är indelad i åtta kantoner.
| Namn      | Sätesort   | Area (km²) |
| --------- | ---------- | ---------- |
| Cartago   | Cartago    | 287,77     |
| Paraíso   | Paraíso    | 411,91     |
| La Unión  | Tres Ríos  | 44,83      |
| Jiménez   | Juan Viñas | 286,43     |
| Turrialba | Turrialba  | 1 642,67   |
| Alvarado  | Pacayas    | 81,06      |
| Oreamuno  | San Rafael | 202,31     |
| El Guarco | Tejar      | 167,69     |